# Antonia e Jane
Antonia e Jane (Antonia and Jane) è un film del 1991 diretto da Beeban Kidron.

## Trama
La pellicola parla di due amiche che hanno una relazione di amore-odio l'una con l'altra fin dall'infanzia. La storia è raccontata in episodi flashback narrati dalle due protagoniste, prima di una cena.